# Kakamega (Kenia)
Kakamega es una localidad de Kenia, con estatus de municipio, capital del condado del mismo nombre.
Tiene 91 768 habitantes según el censo de 2009.

## Demografía
Los 91 768 habitantes del municipio se reparten así en el censo de 2009:
- Población urbana: 69 502 habitantes (35 003 hombres y 34 499 mujeres)
- Población periurbana: 22 266 habitantes (11 065 hombres y 11 201 mujeres)
- Población rural: no hay población rural en esta localidad

## Transportes
El municipio está atravesado por la A1, que recorre el oeste del país desde Tanzania hasta Sudán del Sur. Al norte, la A1 lleva a Webuye, Kitale, Kapenguria y Lodwar. Al sur, la A1 lleva a Kisumu y Migori. Al oeste sale la carretera C40, que lleva a Mumias. Al norte sale la C41, que lleva a Bungoma.